# Bojan Postružnik
Bojan Postružnik (* 31. Mai 1952 in Maribor, Slowenien; † 23. April 1989 in Kroatien) war ein jugoslawischer Bogenschütze.
Postružnik belegte bei den Olympischen Sommerspielen 1976 im kanadischen Montreal mit 2.421 Punkten den neunten Platz in der Einzelkonkurrenz der Männer. Im Alter von 36 Jahren starb das Mitglied des LK Maribor bei einem Sturz von einem Boot.